# Nederlandse gemeenteraadsverkiezingen 2010
De Nederlandse gemeenteraadsverkiezingen in 2010 waren reguliere gemeenteraadsverkiezingen in Nederland. Zij werden gehouden op 3 maart 2010 in 392 gemeenten.

## Herindeling
In de volgende gemeenten werden op 3 maart 2010 geen gemeenteraadsverkiezingen gehouden omdat zij recent betrokken (geweest) waren bij een herindelingsoperatie:
- Herindeling per 1 januari 2009

In de gemeenten Bloemendaal en Kaag en Braassem waren herindelingsverkiezingen gehouden op 18 november 2008.
- Herindeling per 1 januari 2010

In de gemeenten Horst aan de Maas, Oldambt, Peel en Maas, Venlo, Venray en Zuidplas waren herindelingsverkiezingen gehouden op 17 november 2009.
- Herindeling per 18 maart 2010

In de gemeenten Rotterdam en Rozenburg werden herindelingsverkiezingen gehouden op 3 maart 2010.
- Herindeling per 1 januari 2011

In de gemeenten Bodegraven-Reeuwijk, De Ronde Venen, Eijsden-Margraten, Medemblik, Oss, Stichtse Vecht en Súdwest-Fryslân zijn herindelingsverkiezingen gehouden op 24 november 2010.

### Uitgestelde reguliere verkiezingen
In de gemeenten Bergen, Bussum, Gennep, Mook en Middelaar, Muiden, Naarden, Renswoude, Scherpenzeel, Weesp en Woudenberg waren de reguliere verkiezingen van 3 maart 2010 uitgesteld in verband met een voorgenomen herindeling. Deze voorstellen tot herindeling werden echter in de loop van 2010 aangehouden door het kabinet, waarna op 24 november 2010 uitgestelde reguliere gemeenteraadsverkiezingen gehouden werden.

## Organisatie
In principe mogen alle Nederlanders die in Nederland wonen vanaf de leeftijd van 18 jaar stemmen. Ook EU-burgers die in Nederland wonen en andere allochtonen die legaal vijf jaar in Nederland verblijven, hebben stemrecht. In tegenstelling tot bijvoorbeeld de Tweede Kamerverkiezingen, mogen Nederlanders die in het buitenland wonen niet meedoen aan de raadsverkiezingen.

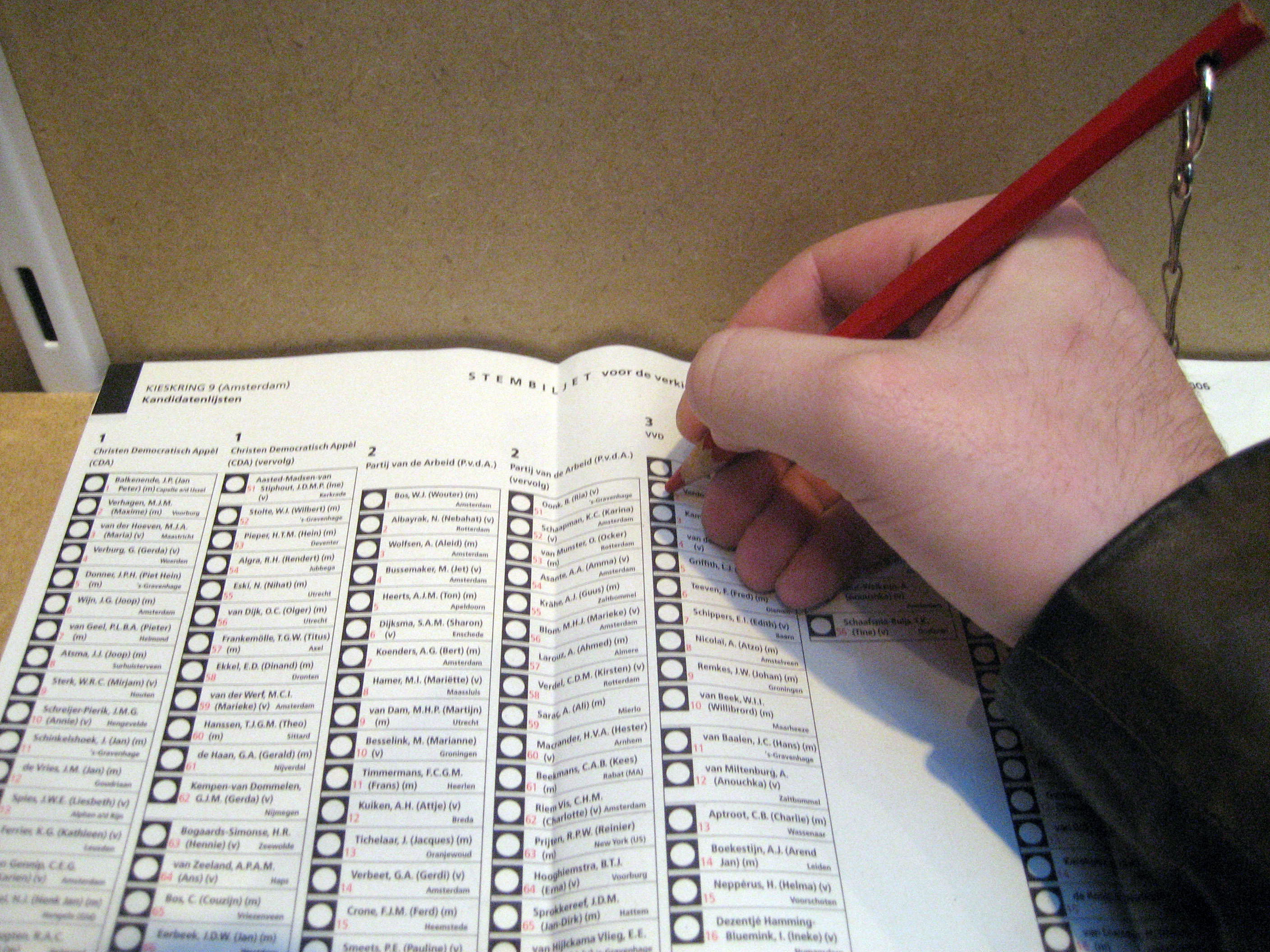
Het stemmen gebeurde weer met behulp van het rode potlood en een stembiljet

In totaal mochten ruim 12 miljoen mensen stemmen. Er waren 8700 raadszetels te verdelen, 154 minder dan in 2006. Volgens artikel 129 van de Grondwet worden raadsleden rechtstreeks gekozen, dus zonder tussenschakels en tussenpersonen. Rechtstreeks wil zeggen dat kandidaten die de meeste stemmen krijgen een zetel behalen. Bij de gemeenteraadsverkiezingen wordt op verschillende lijsten gestemd. Bij de huidige werkwijze (evenredige vertegenwoordiging) worden stemmen overgedragen op volgende kandidaten op een lijst. Het verschilt per stad of regio welke partijen meedoen en wie daarvan de lijsttrekkers zijn.
Nieuw was dat in drie steden, Groningen, Den Haag en Rotterdam, enkele stemlokalen om middernacht al open gingen en heel de nacht open bleven. In de rest van het land waren de stembureaus open van 07:30 uur tot 21:00 uur. In tegenstelling tot eerdere verkiezingen konden kiezers op alle stembureaus in de gemeente terecht om te stemmen.
Bij deze verkiezingen werd overal weer gebruikgemaakt van het stempotlood in plaats van stemcomputers. Hiertoe werden tussen de 50.000 en 100.000 rode Bruynzeel-potloden verspreid onder de 394 gemeenten. In de gemeenten Doetinchem en Oost Gelre werd naast het officiële stemmen per potlood tevens een niet officiële verkiezingstest gedaan per stemcomputer door een fabrikant.

## Opkomst
| 2010              | # stemmen  | %     |
| ----------------- | ---------- | ----- |
| Kiesgerechtigden  | 12.230.067 |       |
| Niet opgekomen    | 5.616.933  | 45,93 |
| Opkomst           | 6.613.134  | 54,07 |
| Ongeldige stemmen | 17.101     | 0,26  |
| Blanco stemmen    | 14.703     | 0,22  |
| Geldige stemmen   | 6.581.330  | 99,52 |

- De gemeente met de laagste opkomst was Eindhoven met 43,59%, gevolgd door Schiedam met 43,88%.
- De gemeente met de hoogste opkomst was Schiermonnikoog met 82,49%, gevolgd door Staphorst met 80,08%.

## Uitslag
In vergelijking met de gemeenteraadsverkiezingen van 2006, die winst gebracht hadden voor vooral PvdA en SP en verlies voor de toenmalige regeringspartijen CDA, VVD en D66, wonnen nu D66, de VVD en de lokale partijen de meeste zetels. D66 verviervoudigde bijna, lokale partijen gingen er honderden raadszetels op vooruit. Ook de VVD behaalde een behoorlijke zetelwinst (ruim 200 zetels).

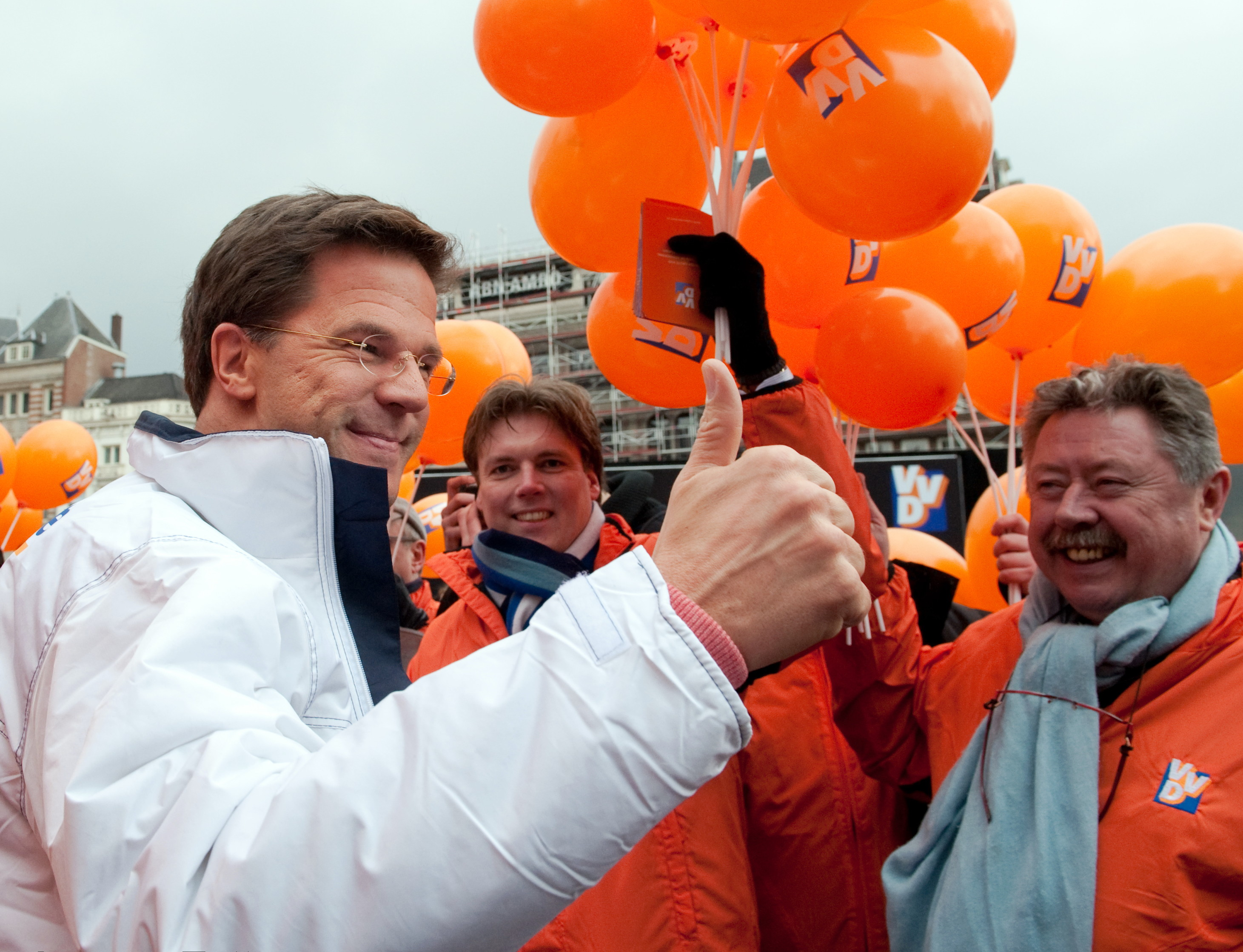
Landelijk VVD-leider Mark Rutte op campagne in Amsterdam

De PvdA, SP en CDA verloren de meeste zetels. Het CDA verloor meer dan tien procent van zijn zetels, maar werd van de landelijke partijen wel de partij met de meeste raadszetels (in 2006 was dat de PvdA). De PvdA verloor bijna een derde van haar in 2006 behaalde raadszetels. De partij relativeerde dat echter door te wijzen op peilingen die een groter verlies voor de sociaaldemocraten hadden gesuggereerd. "De PvdA is weer terug", zei PvdA-leider Wouter Bos op de verkiezingsavond. Dit vermeende herstel van de PvdA werd door sommigen in verband gebracht met de recente val van het kabinet-Balkenende IV. De SP verloor ruim 50 zetels.
GroenLinks boekte een bescheiden winst, ongeveer negen procent. De ChristenUnie en de SGP, die in een aantal gemeenten met een gezamenlijke lijst uitkwamen, bleven ongeveer gelijk. De Partij voor de Vrijheid, Trots op Nederland en de Partij voor de Dieren kwamen voor het eerst in gemeenteraden. De PVV, die slechts deelnam in twee gemeenten, namelijk Almere en Den Haag, werd in Almere de grootste partij en in Den Haag de op een na grootste partij na de PvdA.
| Naam partij                             | stemmen   | %     | zetels |
| --------------------------------------- | --------- | ----- | ------ |
| Lokale partijen                         | 1.559.658 | 23,70 | 2.277  |
| Partij van de Arbeid                    | 1.035.948 | 15,74 | 1.251  |
| Volkspartij voor Vrijheid en Democratie | 1.031.983 | 15,68 | 1.432  |
| Christen-Democratisch Appèl             | 975.388   | 14,82 | 1.531  |
| Democraten 66                           | 531.760   | 8,08  | 541    |
| GroenLinks                              | 442.925   | 6,73  | 436    |
| Socialistische Partij                   | 273.594   | 4,16  | 250    |
| ChristenUnie                            | 247.648   | 3,76  | 331    |
| Staatkundig Gereformeerde Partij        | 116.371   | 1,77  | 197    |
| Trots op Nederland                      | 81.877    | 1,24  | 61     |
| combinatie CU/SGP                       | 68.163    | 1,04  | 90     |
| Partij voor de Vrijheid                 | 50.529    | 0,77  | 17     |
| combinatie PvdA/GroenLinks              | 37.208    | 0,57  | 62     |
| Fryske Nasjonale Partij                 | 26.841    | 0,41  | 52     |
| combinatie PvdA/GroenLinks/D66          | 23.400    | 0,36  | 44     |
| Partij voor de Dieren                   | 19.717    | 0,30  | 6      |
| Verenigde Senioren Partij               | 14.234    | 0,22  | 12     |
| combinatie GroenLinks/D66               | 13.557    | 0,21  | 24     |
| combinatie PvdA/D66                     | 6.803     | 0,10  | 11     |
| combinatie PvdA/GroenLinks/D66/SP       | 6.533     | 0,10  | 15     |
| combinatie VVD/D66                      | 5.159     | 0,08  | 11     |
| Nederlandse Moslim Partij               | 3.266     | 0,05  | 0      |
| De Groenen                              | 2.911     | 0,04  | 0      |
| Nieuwe Communistische Partij            | 2.177     | 0,03  | 3      |
| Partij voor Mens en Spirit              | 1.369     | 0,02  | 0      |
| Nederlandse Klokkenluiders Partij       | 1.336     | 0,02  | 0      |
| Nederlandse Volks-Unie                  | 975       | 0,01  | 0      |
| Totalen                                 | 6.581.330 | 100   | 8.654  |

## Bijzonderheden en onregelmatigheden

### Rotterdam
- De uitslag in Rotterdam gaf een klein verschil te zien tussen de twee grootste partijen, die tevens als elkaars grote rivalen worden beschouwd: PvdA en Leefbaar Rotterdam (LR). Die laatste partij vocht de uitslag aan, omdat er onregelmatigheden waren geconstateerd. In Rotterdam zou iemand twee keer gestemd hebben nadat hij drie stempassen had ontvangen. Bij één stembureau werden 100 stemmen te veel geteld. LR drong aan op een hertelling en ook diverse politicologen en oud-politici mengden zich in de kwestie. Oud-burgemeesters Bram Peper en Ivo Opstelten adviseerden een hertelling.[16] Zittend burgemeester Ahmed Aboutaleb vond dat aanvankelijk niet noodzakelijk maar adviseerde een dag later toch voor hertelling, waardoor de Commissie Onderzoek Geloofsbrieven daartoe besloot. Vanaf een publieke tribune en via webcams kon het tellen gevolgd worden.[17] Op 12 maart werd de definitieve uitslag bekend: de PvdA bleef 28,9% en LR 28,6% van de stemmen houden. Wel bleek het verschil tussen de partijen iets groter: 754 tegenover aanvankelijk 651 stemmen.[18] LR-voorman Marco Pastors legde zich bij de uitslag neer.
- Naar aanleiding van klachten van de PvdA over een uitgelekte interne e-mail van Leefbaar Rotterdam-raadslid Ronald Buijt begon het Openbaar Ministerie (OM) in Rotterdam op 10 maart 2010 een oriënterend onderzoek naar Leefbaar Rotterdam, om te bezien of er sprake was van het ronselen van stemmen voor de gemeenteraadsverkiezingen. In de e-mail werd opgeroepen zo veel mogelijk mensen te benaderen en, als deze geen zin hadden om te stemmen, ze te bewegen tot het afgeven van een volmacht.[19][20][21] Toen er vervolgens meldingen kwamen dat de Rotterdamse PvdA vier jaar eerder op haar website hetzelfde gedaan zou hebben betrok het OM ook dit in het oriënterend onderzoek.[22][23][24] Op deze PvdA-website stond in 2006 de oproep aan mensen die PvdA wilden stemmen en zelf niet konden gaan om de PvdA te bellen om een volmacht te regelen.[25]
 Op 6 april 2010 liet het OM weten geen strafrechtelijk onderzoek in te stellen. De oproep van Leefbaar Nederland zou volgens het OM "mogelijk gekwalificeerd kunnen worden als het uitlokken van een strafbaar feit". Nader onderzoek werd echter "praktisch nauwelijks uitvoerbaar" en "ook niet opportuun" geacht.[26]

### Overige
- Beelden van onregelmatigheden in diverse Haagse stembureaus werden op 10 maart 2010 door de PVV op YouTube geplaatst.[27] De Haagse PVV-fractieleider Sietse Fritsma eiste een onderzoek van burgemeester Jozias van Aartsen. Deze weigerde, omdat het centraal stembureau de uitslag op vrijdag 5 maart 2010 al officieel had vastgesteld. Hij ging verder niet in op de inhoud van de gepubliceerde beelden.[28]
- Ook in de gemeenten Geldrop-Mierlo, Lopik,[29] Maastricht, Capelle aan den IJssel[30] en Terschelling[31] vonden hertellingen plaats naar aanleiding van (vermeende) fouten, in de gemeente Bronckhorst zelfs tweemaal.[32] Vanwege de vele incidenten liet het Genootschap van Burgemeesters weten de stemcomputers weer terug te willen, in plaats van de rode potloden.
- De deelgemeenteraadsverkiezingen in Amsterdam-Zuidoost moesten mogelijk overgedaan worden, aangezien één kandidaat, van de VVD, niet op het stembiljet stond.[33] Het stadsdeel liet meteen na het ontdekken van de fout nieuwe, complete, kieslijsten drukken. De lokale VVD-afdeling trok uiteindelijk haar bezwaren in.[34]
- Voor de eerste keer bij gemeenteraadsverkiezingen moest men zich verplicht legitimeren als men wilde stemmen. Vooral bejaarden die slechts beschikten over verlopen paspoorten waren hiervan de dupe.[35] Een voorzitter van het stembureau in Niedorp stond zijn echtgenote niet toe te stemmen omdat zij geen legitimatiebewijs bij zich had.[36]
- Naar aanleiding van de slechte uitslag van haar partij trad Agnes Kant een dag later af als fractievoorzitter van de Socialistische Partij. Zij werd opgevolgd door Emile Roemer.[37]